# کوندروفکا
کوندروفکا (انگلیسی: Kondrovka) یک شهرک در بخش پروخوروفسکی استان بلگورود کشور روسیه است.